# Australia na Igrzyskach Imperium Brytyjskiego 1934
Australia wystartowała na Igrzyskach Imperium Brytyjskiego w 1934 roku w Londynie jako jedna z 16 reprezentacji. Była to druga edycja tej imprezy sportowej oraz drugi start australijskich zawodników. Reprezentacja Australii zajęła trzecie miejsce w generalnej klasyfikacji medalowej igrzysk, zdobywając 8 złotych, 4 srebrne i 2 brązowe medale.

## Medale
| Dyscyplina    | Złoto | Srebro | Brąz | Razem |
| ------------- | ----- | ------ | ---- | ----- |
| pływanie      | 3     | -      | -    | 3     |
| Zapasy        | 2     | -      | -    | 2     |
| Lekkoatletyka | 1     | 1      | 2    | 4     |
| Kolarstwo     | 1     | 1      | -    | 2     |
| Boks          | 1     | -      | -    | 1     |
| Skoki do wody | -     | 2      | -    | 2     |
| Razem         | 8     | 4      | 2    | 14    |

## Medaliści
Boks
- Leonard Arthur Cook - waga lekka

 Kolarstwo
- Dunc Gray - jazda indywidualna na czas 1000 metrów
- Horace Pethybridge - sprint na 1000 metrów

 Lekkoatletyka
- Jack Metcalfe - trójskok mężczyzn
- Charles Reilly - bieg na 440 jardów przez płotki mężczyzn
- Fred Woodhouse - skok o tyczce mężczyzn
- Jack Metcalfe - skok w dal mężczyzn

 Pływanie
- Clare Dennis - 200 jardów stylem klasycznym kobiet
- Noel Ryan - 400 jardów stylem dowolnym mężczyzn
- Noel Ryan - 1500 jardów stylem dowolnym mężczyzn

 Skoki do wody
- Lesley Thompson - trampolina 3 m kobiet
- Lesley Thompson - wieża 10 m kobiet

 Zapasy
- Dick Garrard - waga lekka
- Jack Knight - waga ciężka